# MV Namura Queen
MV Namura Queen je japonska tovorna ladja za prevoz razsutega tovora, ki pluje pod panamsko zastavo.

## Karakteristike
Namura Queen je Panamax ladja za prevoz razsutega tovora. Njeno posadko sestavlja dvajset ljudi, ki so vsi Filipinci. Ima bruto tonažo 47.146 ton in nosilnost 85.065 ton. Ladja je dolga 229 m, široka 38 m ter ima 6,9 m ugreza. Ladja ima sedem skladišč za shranjevanje žita, ki ga prevaža. Poganja jo dizelski motor z enim fiksnim korakom s trinajst tisoč konjskimi močmi.

## Zgodovina
25. februarja 2022 je Namura Queen odpotovala iz Porto Torresa v Italiji proti ukrajinskemu pristaniškemu mestu Južne, da bi naložila tovor žita. Med tranzitom v Črnem morju je bila tovorna ladja na njeni krmi poškodovana s streli ruske vojaške ladje. Eksplozija je povzročila požar na ladji, eden od dvajsetih članov posadke pa si je lažje poškodoval ramo. Namura Queen je lahko nadaljevala z lastnim pogonom, vendar ji je v pristanišče v Istanbulu v Turčiji pomagal ukrajinski vlačilec PO Star.